# Joseph Morand
Pour les articles homonymes, voir Morand.
Joseph Morand, né le 18 juillet 1757 à Allemans (Dordogne), mort le 5 avril 1813 à Boizenburg (Duché de Mecklembourg-Schwerin), est un général français de la Révolution et de l’Empire.

## États de service

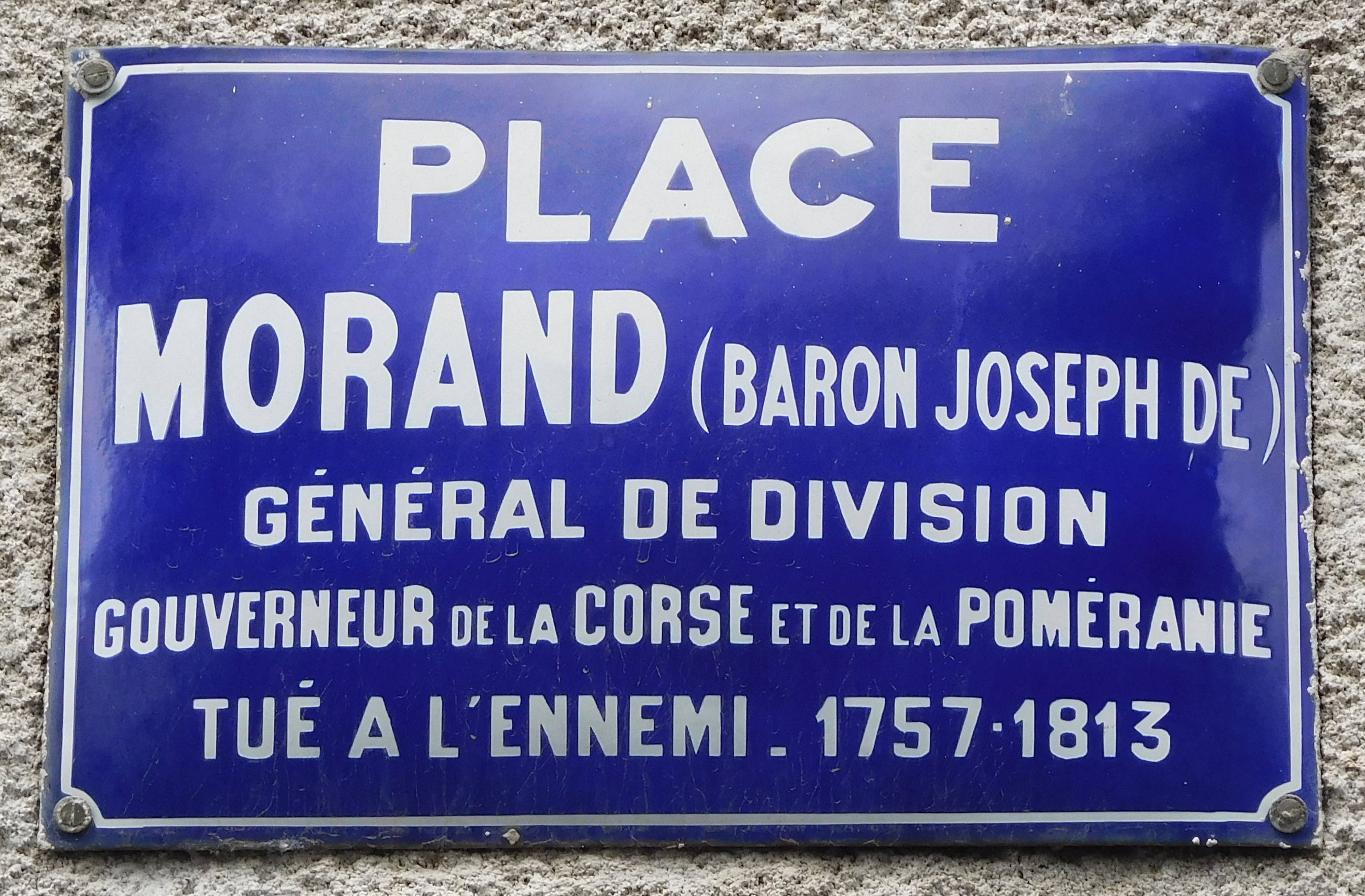
Paque à Mussidan.

Il entre en service le 20 janvier 1774 comme volontaire dans le régiment de Guyenne-infanterie, et le 6 juin 1776 il passe en qualité de cadet gentilhomme dans le régiment de Picardie. Il est nommé successivement sous-lieutenant le 2 juin 1777, lieutenant en second le 16 juin 1780, lieutenant en premier le 10 septembre 1783 et capitaine le 15 juillet 1787. Il quitte le service en 1788.
Rattrapé par la Révolution, il commande la Garde nationale du canton de Mussidan en 1789 avant de reprendre du service le 21 septembre 1791, comme capitaine dans le régiment de Bourbon-infanterie. Le 20 août 1792 il devient aide de camp du général Ruault, et il fait en cette qualité la campagne de l’armée des Ardennes et de celle du Nord.
Après le siège de Maastricht en février 1793, il parvient à sauver, pendant la nuit, trois bataillons qui étaient restés dans la ville de Tongres, cernée par quatorze mille Autrichiens, et à faire évacuer tous les magasins qui s’y trouvaient. Il se signale de nouveau le 18 mars suivant à la bataille de Neerwinden, où il a trois chevaux tués sous lui et il reçoit deux blessures graves. Il reste néanmoins quatre heures sur le champ de bataille, il parvient à réunir 1 200 tirailleurs, et prenant leur tête, il arrête la progression de l’ennemi. Il est nommé adjudant-général le 26 mars 1793 et à la fin de la campagne il est affecté à l’armée des Pyrénées occidentales, où il fait les guerres de l’an II et de l’an III. 
Le 17 octobre 1794 avec deux cents hommes d’avant-garde, il met en déroute, dans la vallée d’Ochagavía deux mille Espagnols placés dans des positions avantageuses, les poursuit pendant deux heures, et rejoint ensuite sa colonne restée en arrière. Cette affaire lui mérite le grade de général de brigade le 14 novembre 1794. Le 25 novembre suivant il fait partie de la division Marbot, avec laquelle il participe à l’enlèvement de vive force des cantonnements d’Olague. Dans cet engagement, il prend à l’ennemi soixante mille cartouches d’infanterie, et 2 600 Espagnols sont tués ou faits prisonniers.
En l’an IV il est envoyé à l’armée de l'Intérieur, et de l’an V à l’an VII, il fait les guerres à l’armée de Sambre-et-Meuse. Il est nommé général de division le 27 avril 1800, et commandant de Paris sous les ordres du général Lefebvre.
En l’an VIII il est employé comme inspecteur général d’infanterie à l’armée d’Italie avant de se voir confier par le premier Consul le commandement de la 23e division militaire en Corse. 
Il est fait chevalier de la Légion d’honneur le 11 décembre 1803, et commandeur de l’ordre le 14 juin 1804. 
Le 6 juin 1808, en représailles à l’attaque d'une caserne, il ordonne l’arrestation de 167 hommes du village d’Isolaccio-di-Fiumorbo âgés de 15 à 80 ans. Quelques-uns sont fusillés. Les autres sont déportés en masse dans diverses prisons d’où la plupart ne reviennent pas. Cette tragédie est encore commémorée de nos jours par l'association Mimoria,,.
Il est nommé baron de l'Empire le 15 août 1810.
Rappelé de Corse le 21 juillet 1812, pour faire partie de l’expédition de Russie, il prend le commandement de la 34e division d’infanterie du 11e corps de la Grande Armée. Le 24 mars 1813 il commande la 1re division du 1er corps d’armée lorsqu’il est blessé mortellement d’un coup de boulet lors des  combats de Lunebourg le 2 avril suivant, au moment où il dirigeait sa division sur les colonnes ennemies.
Il meurt le 5 avril 1813 à l’hôpital de Boizenburg.

## Armoiries
- Baron de l'Empire le 15 août 1810 (décret), le 30 août 1811 (lettres patentes).
- D'azur au chevron d'argent, accompagné en chef de deux étoiles du même et en pointe d'une épée haute d'or, au comble du même chargé de trois lionceaux de sable. Franc-quartier des Barons titrés de l'armée brochant au neuvième de l'écu - Livrées : bleu, blanc, jaune, rouge, noir.

## Dotations
- Le 15 août 1810, dotation de 2 000 francs de rente annuelle sur la Westphalie.